# Knighty Knight Bugs
Knighty Knight Bugs és un curtmetratge d'animació de Looney Tunes dirigit per Friz Freleng, produït per John W. Burton i estrenat el 23 d'agost de 1958. L'animació va estar a càrrec de Virgil Ross, Gerry Chiniquy i Arthur Davis.
El dibuix animat va guanyar El Premi Oscar a millor curtmetratge d'animació el 1959.

## Argument
El Rei Artús li demana als seus cavallers que recuperin l'espasa cantaire, la qual està a les mans del cavaller negre Yosemite Sam. Però cap d'ells no s'atreveix, ja que el cavaller té com a mascota un drac que escup foc i, per tant, era invencible. En aquell moment apareix Bugs Bunny vestit de bufó i burlant-se li diu al rei que "sols un ximple aniria rere l'espasa cantaire". El rei ordena a Bugs que sigui ell qui recuperi l'espasa, en cas de no ser així, l'enviaria a decapitar.
Bugs arriba al castell del cavaller negre i el troba dormint al costat del seu drac. Després de trobar l'espasa, es pregunta "em pregunto per què la cridaran espasa cantaire? ", en aquell moment l'arma comença a emetre uns sons al ritme de la cançó "Cuddle up a Little Closer, Lovey Mine." A causa del so, Sam desperta i comença a perseguir Bugs amb una destral. Bugs escapa del castell, però és novament perseguit pel cavaller negre, que ara està muntat en el seu drac. El conill torna a entrar al castell deixant Sam i el seu drac fora.
Sam intenta entrar al castell utilitzant una catapulta, però en comptes de caure a través de la finestra, s'estavella contra la paret. Després d'això, utilitza una soga per escalar per un dels murs, però Bugs el colpeja amb una maça de fusta. En veure que ni el cavaller ni el seu drac no són fora del castell, Bugs surt, però és alertat per un esternut del drac i torna a entrar al castell. Aquesta vegada és perseguit per Sam i la seva mascota, però els tanca en una habitació plena d'explosius. El drac torna a esternudar, i la torre en la qual estaven tancats, es converteix en un coet que els porta literalment cap a la lluna.

## Curiositats
- Aquest és l'únic curtmetratge de Bugs Bunny en guanyar un Premi Oscar.[3]
- Aquest curtmetratge agafa alguns acudits del curt Sahara Hare, com per exemple, aquell en que Sam no pot controlar al drac.[4]